# 624-й отдельный разведывательный артиллерийский дивизион
624-й отдельный разведывательный артиллерийский Краснознамённый дивизион Резерва Главного Командования — воинское формирование Вооружённых Сил СССР, принимавшее участие в Великой Отечественной войне.
Сокращённое наименование — 624-й орадн РГК.

## История
В действующей армии с 17.03.1943 по 23.04.1943 и 20.05.1943 по 11.05.1945 .
В ходе Великой Отечественной войны вёл артиллерийскую разведку в интересах 17 ад, 7 акп , артиллерии соединений и объединений Волховского , Брянского, Воронежского и 1-го Украинского фронтов.

## Состав
до октября 1943 года
- Штаб
- Хозяйственная часть
- батарея оптической разведки  (БОР)
- батарея звуковой разведки (БЗР)
- батарея топогеодезической разведки (БТР)
- артиллерийский метеорологический взвод (АМВ)
- фотограмметрический взвод (ФГВ)
- хозяйственный взвод

с октября 1943 года
- Штаб
- Хозяйственная часть
- 1-я батарея звуковой разведки (1-я БЗР)
- 2-я батарея звуковой разведки (2-я БЗР)
- батарея топогеодезической разведки (БТР)
- взвод оптической разведки (ВЗОР)
- фотограмметрический взвод (ФГВ)
- хозяйственный взвод

## Подчинение
| Дата                 | Фронт                | Армия      | Корпус | Дивизия | Бригада | Примечания |
| -------------------- | -------------------- | ---------- | ------ | ------- | ------- | ---------- |
| 17.03.43 -23.04.43г. | Волховский фронт     | 8-я армия  | -      | 17 ад   | -       | -          |
| 20.05.43 -30.07.43г  | Брянский фронт       | 64-я армия | 7 акп  | -       | -       | -          |
| 1.08.43-30.10. 43г.  | Воронежский фронт    | -          | 7 акп  | -       | -       | -          |
| 1.11.43-24.12.43г    | 1-й Украинский фронт | 38-я армия | 7 акп  | -       | -       | -          |
| 24.12.43-30.05.44г   | 1-й Украинский фронт | -          | 7 акп  | -       | -       | -          |
| 1.06.44-30.8.44г     | 1-й Украинский фронт | -          | 7 акп  | -       | -       | -          |
| 1.09.44-11.05.45г    | 1-й Украинский фронт | -          | 7 акп  | -       | -       | -          |

## Командование дивизиона
Командир дивизиона
- капитан, майор Семенов Борис Петрович
- майор Дешко Алексей Афанасьевич

Начальник штаба дивизиона
- ст. лейтенант, капитан Баршай Семен Ефимович

Заместитель командира дивизиона по политической части
- капитан Никонов Роман Владимирович

Помощник начальника штаба дивизиона
- ст. лейтенант Пупырев Илларион Алексеевич
- ст. лейтенант Чистяков Виктор Николаевич

Помощник командира дивизиона по снабжению
- ст. лейтенант Плисткин Георгий Федорович

## Командиры подразделений дивизиона
Командир  БОР (до октября 1943 года)
- лейтенант Курков Александр Матвеевич

Командир  БЗР (до октября 1943 года)
Командир 1-й БЗР
- капитан Корнеев Николай Иванович
- ст. лейтенант Потапов Пётр Николаевич

Командир 2-й БЗР
- капитан Минасенко Пётр Григорьевич
- капитан Бирюков Николай Николаевич

Командир БТР
- лейтенант Кантор Яков Ефимович
- лейтенант Курков Александр Матвеевич
- ст. лейтенант Сафронов Николай Алексеевич

Командир ВЗОР
- лейтенант Мажиров Владимир Николаевич
- лейтенант Ермоленко Иван Яковлевич

Командир ФГВ
- ст. лейтенант Цыплаков Василий Тимофеевич

## Награды и почётные наименования
| Награды и наименования | дата         | за что получена |
| ---------------------- | ------------ | --- |
| Орден Красного Знамени | 9.02.1944 г. | награжден указом Президиума Верховного Совета СССР за образцовое выполнение боевых заданий командования на фронте борьбы с немецкими захватчиками и проявленные при этом мужество и доблесть. |